# 9987 Пеано
9987 Пеано (9987 Peano) — астероїд головного поясу, відкритий 29 липня 1997 року.
Тіссеранів параметр щодо Юпітера — 3,610.